# Danish Strait
Danish Strait är ett sund i Kanada.   Det ligger i territoriet Nunavut, i den norra delen av landet, 3 800 km nordväst om huvudstaden Ottawa.